# Partido Liberal Constitucionalista
O Partido Liberal Constitucionalista (em espanhol: Partido Liberal Constitucionalista, PLC) é um partido político da Nicarágua. O partido foi fundado em 1968.
O PLC foi um dos vários partidos herdeiros do antigo Partido Liberal, que governou durante várias décadas a Nicarágua. Muitos dos vários partidos criados após o fim do Partido Liberal viriam a apoiar a Oposição Unida da Nicarágua que combateram o governo da Frente Sandinista de Libertação Nacional durante a década de 1980.
Após o fim do regime sandinista em 1990, o PLC viria a tornar-se um dos partidos mais importantes, chegando a ter membros do seu partido a liderar a presidência da Nicarágua.
O PLC foi membro da Internacional Liberal até 2005.

## Resultados eleitorais

### Eleições presidenciais
| Data | Candidato apoiado     | CI. | Votos     | %            |
| ---- | --------------------- | --- | --------- | ------------ |
| 1990 | Violeta Chamorro      | 1.º | 777 552   | 54,7 / 100,0 |
| 1996 | Arnoldo Alemán        | 1.º | 896 207   | 51,0 / 100,0 |
| 2001 | Enrique Bolaños Geyer | 1.º | 1 228 412 | 56,3 / 100,0 |
| 2006 | José Rizo Castellón   | 3.º | 588 304   | 26,2 / 100,0 |
| 2011 | Arnoldo Alemán        | 3.º | 148 507   | 5,9 / 100,0  |
| 2016 | Maximino Rodríguez    | 2.º | 374 898   | 15,0 / 100,0 |
| 2021 | Walter Espinoza       | 2 º | 382 739   | 14,15 / 100  |

### Eleições legislativas
| Data | CI.             | Votos           | %               | +/-             | Deputados       | +/-             |
| ---- | --------------- | --------------- | --------------- | --------------- | --------------- | --------------- |
| 1990 | UNO             | UNO             | UNO             | UNO             | 5 / 92          |                 |
| 1996 | Aliança Liberal | Aliança Liberal | Aliança Liberal | Aliança Liberal | Aliança Liberal | Aliança Liberal |
| 2001 | 1.º             | 1 216 863       | 52,6 / 100,0    |                 | 49 / 92         |                 |
| 2006 | 3.º             | 592 118         | 26,5 / 100,0    | 26,1            | 25 / 92         | 24              |
| 2011 | 3.º             | 167 639         | 6,4 / 100,0     | 20,1            | 2 / 92          | 23              |
| 2016 | 2.º             | 369 342         | 15,3 / 100,0    | 8,9             | 13 / 92         | 11              |